# Trg tri bunara
Trg tri bunara je trg u Zadru. Nastao je u srednjem vijeku kad su Mlečani na sjevernom vrhu zadarskog poluotoka sagradili kaštel s obrambenim jarkom. Tada je porušen veći broj kuća kako bi se stvorio brisani prostor ispred kaštela. Na mjestu obrambenog kanala oko 1570. godine izgrađena je cisterna s tri bunarske krune po čemu je cijeli prostor dobio ime. Nedugo zatim sagrađena je i manja okrugla crkva Gospe od kaštela (zdravlja) koja je kasnije i produžena. 
Same bunarske krune su dosta mlađe, potječu iz 1751. godine i imaju barokni oblik. Prostor je nekada služio i kao obrambeni jarak oko Kaštela.
Trg se brižljivo uređuje tek od 1865. godine kada je sagrađeno "Novo kazalište" na jugoistočnom dijelu trga kada ovaj dio grada dobiva na važnosti, pa je to bila prilika da se prostor trga ozeleni.
Bunarske glave su zadnjih nekoliko desetljeća bile slabo vidljive na povijesnom trgu koji je korišten kao parkiralište.
U neposrednoj blizini trga su:
- Palača Narodnog lista, također zvana palačom Bianchini. Prvi je objekt moderne arhitekture u Zadru.[2]
- Crkva Gospe od Zdravlja (od Kaštela)
- Perivoj Gospe od zdravlja

## Obnova trga 2019./2020.
Tijekom 2019. se krenulo s obnovom trga, u sklopu plana da se na cijelom tom prostoru, u skladu s konzervatorskim smjernicama, uvede novi prometni i komunalni red.
Krajem 2019. završeni su istražni arheološki radovi na trgu. Konzervatori su otkrili razinu oštećenja trga i bunarskih glava.
Nakon što su se uklonili desetljećima nasipani slojevi zemlje, konzervatori su utvrdili da je stanje bunara loše. Prvi bunarski zdenac, najbliže Lančanihm vratima, ostao je djelomično sačuvan u svom izvornom obliku, zajedno s djelomočno oštečenim dvjema stepenicama koje je izvorno imao. Druga i treća bunarska kruna, one prema Malom arsenalu, su tijekom godina, a najviše tijekom nasipavanja za vrijeme talijanske uprave, izgubile po jednu stepenicu.
U svrhi vraćanja trga u izvorno stanje, kako bi ga se moglo funkcionalno rekonstruirati, bit će potrebno provesti dodatne intervencije u tom prostoru. Da bi cijeli Trg vratili u prvobitno stanje dvotračna cesta između Trga i perivoja će se pretvoriti u jednotračnu cestu, zbog čega će se morati minimalno prodrijeti u prostor perivoja. Cijeli prostor Trga tri bunara će se morati spustiti oko pola metra. Parkiralište na trgu se također planira ukinuti.